# Donacoscaptes fuscicilia
Donacoscaptes fuscicilia là một loài bướm đêm trong họ Crambidae.